# Svamichidambaranar
Svamichidambaranar (ur. 1900, zm. 1961) – indyjski poeta i pisarz.

## Życiorys
Urodził się w dystrykcie Tańdźawur jako Chidambara Malayaman, rozpoznawalność zyskał pod przyjętym pseudonimem. Oddany idei postępowej transformacji społecznej, poślubił kobietę spoza swej własnej kasty. Zwolennik E.V. Ramaswamiego, reformatora uznawanego za ojca współczesnego Tamilnadu, pracował w redakcjach związanych z nim pism Kudi Arasu oraz Viduthalai. Opublikował cenioną biografię Ramaswamiego, będącą jednocześnie pierwszą pracą poświęconą w całości życiu i działalności tej postaci.
Pamiętany jednocześnie ze swoich wysiłków na rzecz przybliżenia dzieł klasycznej oraz przedkolonialnej literatury tamilskiej szerszym masom czytelników. Opublikował oddane w prostszym, bardziej dostępnym języku wersje tekstów takich jak Pathupattu, Ettuthogai, Silappadikaram oraz Padinenkizhkanakku. Spośród postklasycznej, przedkolonialnej literatury w ten sam sposób udostępnił chociażby Irāmāvatāram autorstwa Kambara.
Po śmierci Svamichidambaranara cały jego majątek został przekazany na cele związane z promowaniem języka i literatury tamilskiej.